# Божидар Саръбоюков
Божидар Саръбоюков е български лекоатлет, състезател в дисциплините скок на дължина и троен скок. Участник на олимпийските игри в Париж през 2024 година. Европейски шампион на скок на дължина от първенството в зала в Апелдорн през 2025 година с резултат от 8,13 метра.
През 2022 година печели сребърен медал в дисциплината скок на височина на световното първенство до 20 години в Кали, Колумбия.
На европейското първенство до 20 години в Йерусалим през 2023 година печели сребърни медали в скока на дължина и тройния скок, като в скока на дължина поставя национален рекорд за младежи. През същата година участва на световното първенство по лека атлетика в Будапеща, като записва резултат от 7,73 метра в скока на дължина.
През 2024 година участва на световното първенство в зала в Глазгоу, като се класира на единадесета позиция в скока на дължина. На европейското първенство по лека атлетика в Рим през същата година се класира на шеста позиция в същата дисциплина със скок от 8,08 метра.
Има сестра – Ирен Саръбоюкова, която също е лекоатлетка и се състезава в скок на височина.

## Лични рекорди
- Скок на дължина – 8,22 метра (8 август 2023)
- Троен скок – 16,45 метра (17 февруари 2024)
- Скок на височина – 2,20 метра (10 юли 2022)